# Hoya oreogena
Hoya oreogena är en oleanderväxtart som beskrevs av Kerr. Hoya oreogena ingår i släktet Hoya och familjen oleanderväxter. Inga underarter finns listade i Catalogue of Life.